# Castana (Iowa)
Castana es una ciudad situada en el condado de Monona, en el estado de Iowa, Estados Unidos. Según el censo de 2010 tenía una población de 147 habitantes.

## Geografía
Según la Oficina del Censo de los Estados Unidos, la localidad tiene un área total de 2,4 km², la totalidad de los cuales 2,4 km² corresponden a tierra firme.

## Demografía
Según el censo de 2010, había 147 personas residiendo en la localidad. La densidad de población era de 61,25 hab./km². Había 78 viviendas con una densidad media de 32,5 viviendas/km². El 100% de los habitantes eran blancos. El 0,68% de la población eran hispanos o latinos de cualquier raza.